# Trapez (geometrija)
 Ovo je glavno značenje pojma Trapez (geometrija). Za druga značenja pogledajte Trapez (razdvojba).
Trapez je četverokut koji ima jedan par paralelnih nasuprotnih stranica. Stranice a i c nazivamo osnovicama, a, b i d kracima trapeza.
Opseg trapeza je: O=a+b+c+d.
Površina trapeza je: P=m×h, gdje je m srednja linija (srednjica, koja je paralelna s osnovicama), koja se računa po formuli (a+c)/2, a h je visina.
Vrste trapeza su: pravokutni (s dva prava kuta) i jednakokračni (s dva jednaka kraka). Kod jednakokračnih trapeza dijagonale su jednake. Jednakokračnim trapezima možemo opisati kružnicu.
Tangencijalni trapez je trapez kojemu možemo upisati kružnicu. Njegove stranice tangente su na upisanu kružnicu u dodirnim točkama. Kod tog je trapeza zbroj nasuprotnih stranica jednak (a + c = b + d).